# Klovningen
Klovningen (norwegisch für Holzscheit) ist eine Anhöhe im ostantarktischen Königin-Maud-Land. In der Gjelsvikfjella ragt sie als südwestlichste Erhebung in der Grjotlia auf der Westseite der Mayrkette auf.
Wissenschaftler des Norwegischen Polarinstituts benannten sie 1991.